# 太原城

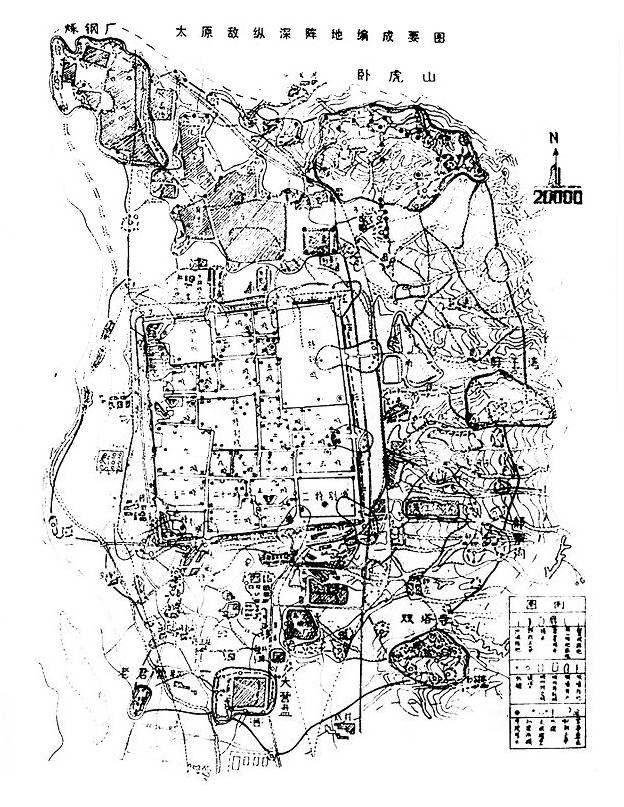
1948年至1949年绘制的太原地图，明清太原府城轮廓清晰可见。

太原城或称太原府城，位于中国山西省太原市境，是北宋时开始营造的城池，延续至今是为太原市旧城区。

## 历史
五代时，太原府、太原县、晋阳县治所均在晋阳城。五代十国末期，晋阳城成为北汉的都城。宋灭北汉之战后，晋阳城被毁。太原县和晋阳县并废为平晋县，而太原府则降为并州，治所迁移至榆次县。太平兴国七年（982年），移治唐明监，是唐朝初年河东军故城所在。同年，开始修建城垣，由大臣潘美主持。城池西侧有汾水，共有四座城门，东为朝曦门，南为开远门，西为金肃门，北为怀德门。城内有“丁字型”交接的四条主街。城中包括了一座“子城”。子城内的五条主街构成三个南北向的丁字街，似“六”字形。淳化三年（992年）后，出于军事目地，又在城外兴建了南关城、东关城、北关城三座的关城。后在金灭北宋、元灭金的两次乱世中，太原城损毁。
明朝初年，朱元璋第三子朱棡受封晋王，由其岳父谢成督造晋王府。洪武三年（1370年）四月，在宋太原城外东北外，营造晋王府，原选址于晋阳城，因故未成。洪武九年（1376年），谢成拓展了太原城东、南、北三面城墙，亦因西侧汾水，未能扩展西面。最终将晋王府包裹于太原城中。城池面积比宋太原城扩大三倍，布局由封闭式的里坊变为开放式的街巷。景泰初年，因经济繁荣之故，巡抚朱鉴重修南关城。嘉靖四十四年（1565年），山西巡抚万恭筑连城，南关城与太原城连为一体。
明末的1644年，李自成军攻太原时，明军“焚南关城以守”。李自成将陈永福拆连城，太原城和南关城皆损毁严重。同年九月，清军攻陷太原城。1646年四月十二日，明晋王府起大火，太原城北部和东部化为焦土。清朝时，商业和居民聚集于太原城南和南关城地区，城市未能恢复明代规模。晚清时，城西地区在光绪十二年（1886年）因汾河洪水严重损毁。终明清两朝，太原城为太原府和阳曲县同城而治的城池所在。

## 太原城墙
明代太原城墙周长24里，共有8道城门，8座城楼和4座角楼。太原城墙高约12米，上宽6～10米，底宽约15米。1949年4月24日，解放军向太原城发动进攻，太原城墙被炸出十几个豁口，城墙严重毁损。1951年，太原城墙开始拆除；1960年，因遭遇三年困难，拆除工作暂停，城墙西北段因而幸存。此外，小北门附近建有子弹库，因为考虑到安全因素，该段城墙得以保留。
2003年，小北门重修，城楼重建。

### 城门列表

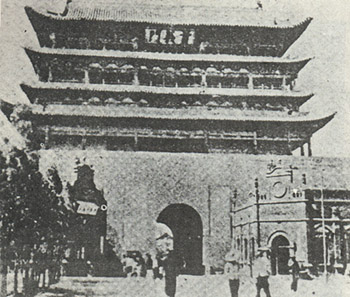
承恩门

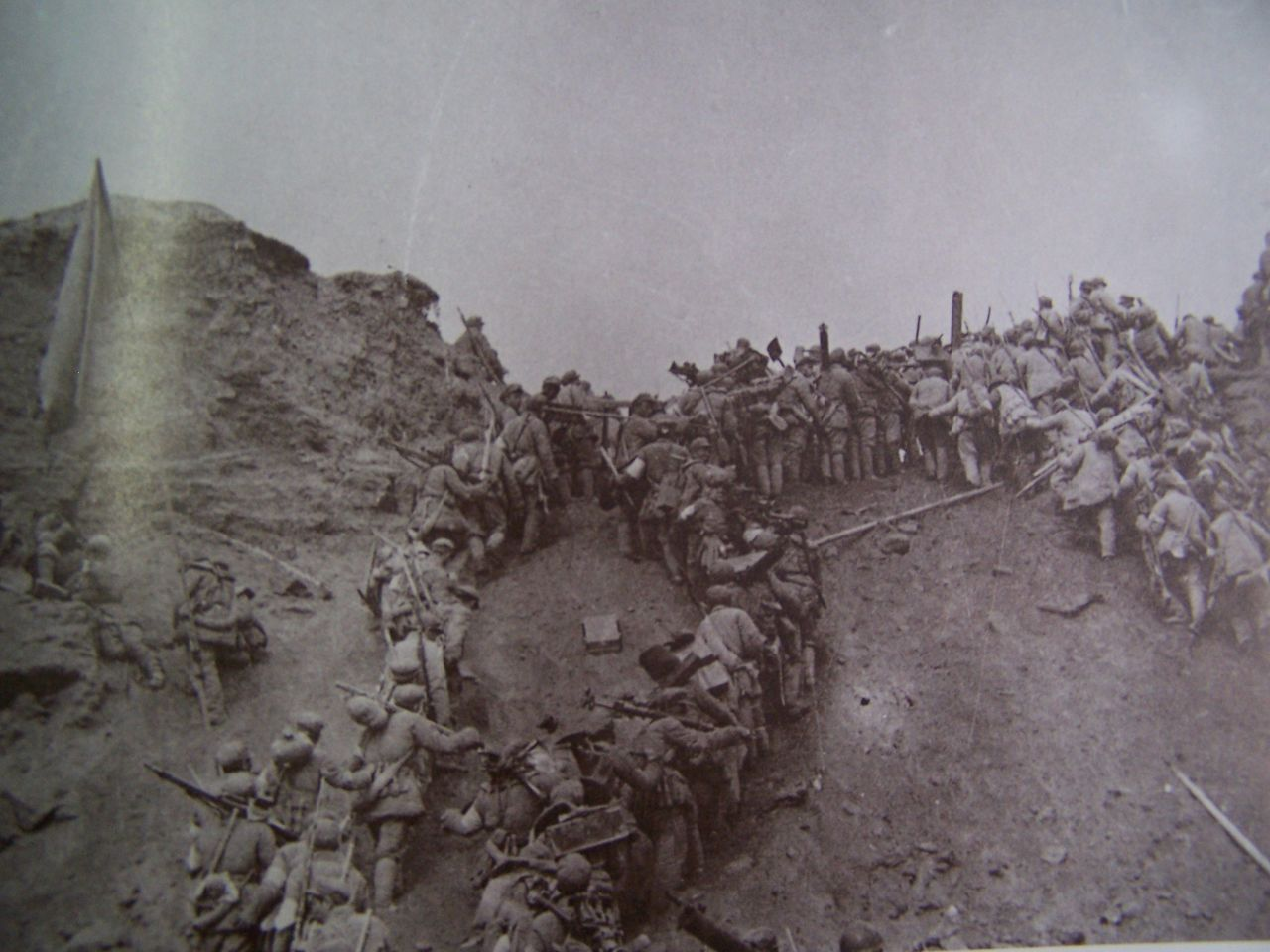
太原战役中，太原城墙被炮火炸开豁口，解放军得以攻占太原

- 镇远门（大北门）
- 拱极门（小北门）
- 宜春门（大东门）
- 迎晖门（小东门）
- 迎泽门（大南门）
- 承恩门（新南门，首义门）
- 振武门（水西门）
- 阜城门（旱西门）